# Día Internacional para la Erradicación de la Pobreza

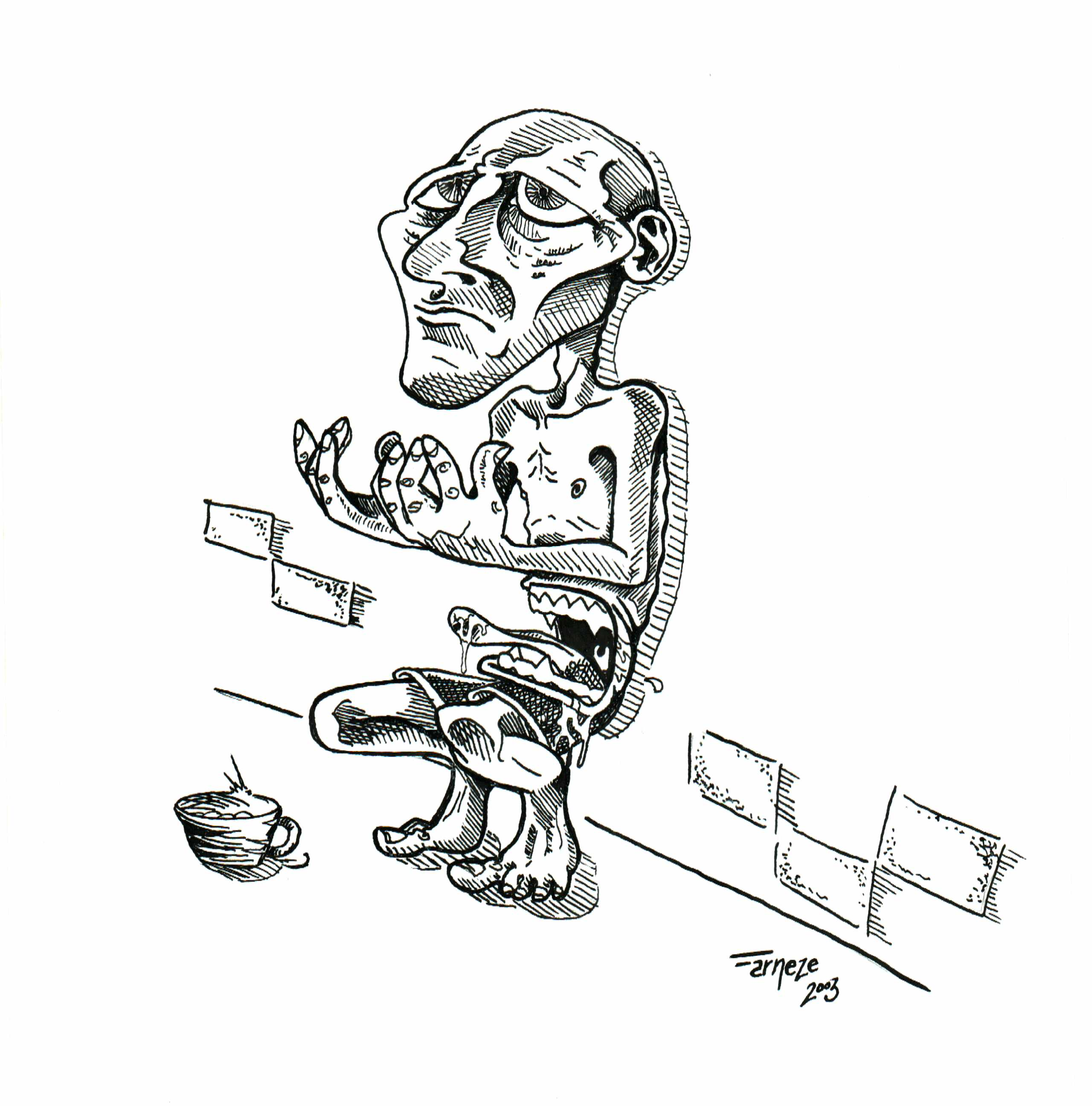

El Día Internacional para la Erradicación de la Pobreza es una jornada que se celebró por primera vez el 17 de octubre de 1987, fue reconocido oficialmente por la Asamblea General de las Naciones Unidas en 1992.

## Proclamación
El Día Internacional para la Erradicación de la Pobreza fue proclamado el 22 de diciembre de 1992 por la Asamblea General de las Naciones Unidas. Esta proclamación surgió para resaltar la necesidad de un esfuerzo global para erradicar la pobreza extrema y garantizar que todas las personas vivan con dignidad. El objetivo de la proclamación es movilizar a la comunidad internacional para que aborde las causas y efectos de la pobreza, destacando la importancia de la participación activa de las personas afectadas por esta situación.

## Celebración
Este día se celebra anualmente el 17 de octubre. La fecha fue elegida para conmemorar el primer evento significativo que tuvo lugar en 1987, cuando más de cien mil personas se reunieron en la plaza del Trocadero en París en respuesta a un llamado del Padre Joseph Wresinski, fundador de ATD Cuarto Mundo, para rendir homenaje a las víctimas de la pobreza extrema, la violencia y el hambre. Finalmente, la primera celebración oficial del día como parte de la ONU se realizó en 1993. Durante esta jornada, se organizan diversos eventos y actividades a nivel mundial, que incluyen debates, conferencias, campañas de sensibilización y actos conmemorativos en lugares simbólicos, como las losas conmemorativas que replican la original instalada en París.

## Temas
- 2003: Working together for an international alliance against hunger,[6] ('Trabajando juntos por una alianza internacional contra el hambre')
- 2004: Successful efforts to reduce poverty around the world,[7] ('Esfuerzos exitosos para reducir la pobreza en todo el mundo')
- 2005: Lograr los objetivos de desarrollo del Milenio: dar poder a los más pobres entre los pobres[8]
- 2006: Juntos contra la pobreza[9]
- 2007: People Living in Poverty as Agents of Change: 20th Anniversary of the International Day for the Eradication of Poverty,[10] ('Personas que viven en pobreza como agentes de cambio: 20º aniversario del Día Internacional para la Erradicación de la Pobreza')
- 2008: Human Rights and Dignity of People Living in Poverty,[11] ('Derechos humanos y dignidad de las personas que viven en pobreza')
- 2009: Children and Families Speak Out Against Poverty,[12] ('Niños y familias se pronuncian contra la pobreza')
- 2010: From Poverty to Decent Work: Bridging the Gap,[13] ('De la pobreza al trabajo digno: cerrando la brecha')
- 2011: From Poverty to Sustainability:  People at the Centre of Inclusive Development,[14] ('De la pobreza a la sostenibilidad: las personas en el centro del desarrollo inclusivo')
- 2012: Poner fin a la violencia de la pobreza extrema: promoción del empoderamiento y consolidación de la paz[15]
- 2013: Trabajar juntos por un mundo sin discriminación: aprovechar la experiencia y los conocimientos de las personas que viven en la pobreza extrema[16]
- 2014: No dejar a nadie atrás: pensar, decidir y actuar unidos contra la pobreza extrema[17]
- 2015: Construir un futuro sostenible: unirnos para poner fin a la pobreza y la discriminación[18]
- 2016: Pasar de la humillación y la exclusión a la participación: poner fin a la pobreza en todas sus formas[19]
- 2017: Responder al llamado del 17 de octubre a poner fin a la pobreza: una vía hacia sociedades pacíficas e inclusivas[20]
- 2018: Unirse con los más excluidos para construir un mundo donde los derechos humanos y la dignidad sean universalmente respetados[21]
- 2019: Actuar unidos para empoderar a los niños, a sus familias y a sus comunidades para acabar con la pobreza[22]
- 2020: Actuar juntos para lograr la justicia social y medioambiental para todas las personas[23]
- 2021: Construir un porvenir que ponga fin a la persistencia de la pobreza respetando a todas las personas y el planeta[24]
- 2022: La dignidad para todos en la práctica[25]
- 2023: Trabajo decente y protección social para la dignidad de las personas[26]